# Нёне (река)
Нёне (фр. Le Neuné) — река в Гранд-Эсте (Франция), приток Волони, часть водной системы Рейна.
Длина реки — около 25 км, площадь бассейна — 97 км², среднегодовой расход реки в устье — 2,22 м³/с (от 0,9 до 3,5 в зависимости от месяца). Река берёт начало у коммуны Жербепаль и впадает в Волонь на территории коммуны Лавлин-деван-Брюйер. Река на всём своём протяжении протекает по территории департамента Вогезы. Питание реки — преимущественно дождевое.